# Manonville
Manonville település Franciaországban, Meurthe-et-Moselle megyében. Lakosainak száma 239 fő (2022. január 1.). Manonville Domèvre-en-Haye, Lironville, Martincourt, Minorville és Noviant-aux-Prés községekkel határos.

## Népesség
A település népességének változása:
| Lakosok száma | 175  | 191  | 189  | 238  | 243  | 243  | 240  | 236  | 237  | 239  |
|               | 1968 | 1982 | 1990 | 2006 | 2013 | 2015 | 2017 | 2019 | 2020 | 2022 |